# درنای گردن‌سیاه
درنای گردن‌سیاه (نام علمی: Grus nigricollis) نام یک گونه از سرده درناها است.